# Минчев, Георги (композитор)
Гео́рги Любе́нов Ми́нчев (болг. Георги Любенов Минчев; род. 29 января 1939, София, Болгария) — болгарский композитор. Заслуженный артист НРБ (1980).

## Биография
Родился в семье оперного певца Любена Минчева (1904—1959). Окончил Болгарскую консерваторию у Марина Големинова (композиция), Любы Обретеновой и Богомила Стыршенова (фортепиано). В 1968—1970 годах совершенствовался в Московской консерватории у Родиона Щедрина и Арама Хачатуряна. В 1972 году брал уроки в Парижской консерватории у Оливье Мессиана. С 1961 года работал на Болгарском радио. В 1986 году становится директором фирмы «Балкантон». С 1980 года — секретарь правления, а с 1984 года — заместитель председателя Союза болгарских композиторов. Писал музыку к кино, занимался обработками народных песен. Член БКП с 1972 года.

## Сочинения
- балет «451 градус по Фаренгейту» (1993, по роману Рэя Брэдбери)
- оратория «Староболгарская хроника» (1971)
- 3 поэмы для меццо-сопрано и симфонического оркестра (1973)
- 3 поэмы для сопрано, струнных и ударных (1983)
- интермеццо «Акварель» для камерного оркестра (1970)
- Концертная музыка для симфонического оркестра (1976)
- Симфонический пролог (1981)
- концерт для фортепиано с оркестром (1979)
- «Concerto breve» для 10 инструментом (1985)
- «Сонограммы» для фортепиано (1984)
- вокальный цикл «Фрески» (1984)

## Награды
- 1980 — Заслуженный артист НРБ
- 1984 — Димитровская премия